# Chiesa della Beata Vergine Annunciata (Savosa)
La chiesa parrocchiale della Beata Vergine Annunciata è un edificio religioso che si trova a Savosa, in Canton Ticino.

## Storia
La struttura viene citata per la prima volta in documenti storici risalenti al 1578. Venne più volte rimaneggiata e trasformata: nel 1797, nel 1803 e nel 1837.

## Descrizione
La chiesa ha una pianta ad unica navata coperta da una volta a crociera.